# VLB éditeur

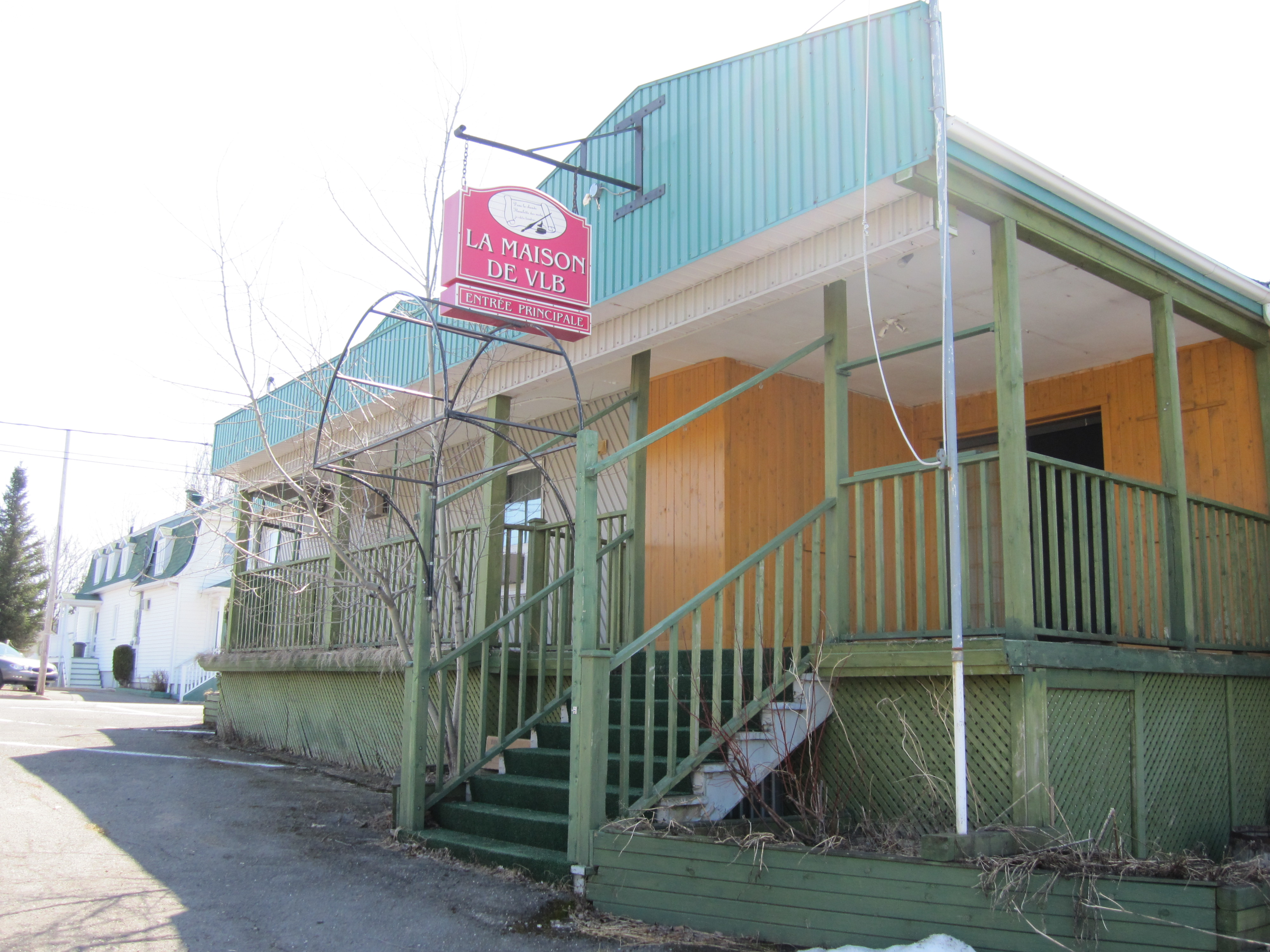
Maison de VLB, à Trois-Pistoles.

VLB éditeur est une maison d'édition québécoise fondée en 1976 par Victor-Lévy Beaulieu. Ce dernier a cédé les droits de la maison d'édition en 1985. 
En 2009, VLB éditeur est géré par la compagnie Quebecor Media.
Le fonds d'archives de VLB Éditeur est conservé au centre d'archives de Montréal de Bibliothèque et Archives nationales du Québec. 